# Pentaster obtusatus
Pentaster obtusatus is een zeester uit de familie Oreasteridae.
De wetenschappelijke naam van de soort werd in 1827 gepubliceerd door Bory de St. Vincent.